# タギル・ウランベコフ
タギル・ウランベコフ（ロシア語: Тагир Уланбеков、英語: Tagir Ulanbekov、1991年7月8日 - ）は、ロシアの男性総合格闘家。ダゲスタン共和国マハチカラ出身。イーグルスMMA所属。元Fight Nights Globalフライ級王者。UFC世界フライ級ランキング12位。

## 来歴
2013年、プロ総合格闘技デビュー。2017年にFight Nights Globalフライ級王座を獲得し、13戦12勝の戦績を残した。

### UFC
2020年10月11日、UFC初参戦となったUFC Fight Night: Moraes vs. Sandhagenでブルーノ・シウバと対戦し、3-0の判定勝ち。
2022年3月5日、UFC 272でフライ級ランキング13位のティム・エリオットと対戦し、0-3の判定負け。海外のMMAメディアサイトの採点では17人中12人の記者がウランベコフの勝利を支持した。
2023年12月16日、UFC 296でフライ級ランキング15位のコーディ・ダーデンと対戦し、リアネイキドチョークで2R一本勝ち。

## 戦績
| 総合格闘技 戦績 | 総合格闘技 戦績 | 総合格闘技 戦績 | 総合格闘技 戦績 | 総合格闘技 戦績 | 総合格闘技 戦績 | 総合格闘技 戦績 |
| --------------- | --------------- | --------------- | --------------- | --------------- | --------------- | --------------- |
| 19 試合         | (T)KO           | 一本            | 判定            | その他          | 引き分け        | 無効試合        |
| 17 勝           | 1               | 8               | 8               | 0               | 0               | 0               |
| 2 敗            | 0               | 0               | 2               | 0               | 0               | 0               |

| 勝敗 | 対戦相手                     | 試合結果                       | 大会名                                               | 開催年月日     |
| ○    | アザト・マクスム             | 5分3R終了 判定3-0              | UFC on ABC 8: Hill vs. Rountree Jr.                  | 2025年6月21日  |
| ○    | クレイトン・カーペンター     | 5分3R終了 判定3-0              | UFC 311: Makhachev vs. Moicano                       | 2025年1月18日  |
| ○    | コーディ・ダーデン           | 2R 4:25 リアネイキドチョーク   | UFC 296: Edwards vs. Covington                       | 2023年12月16日 |
| ○    | ネイト・マネス               | 1R 2:11 ギロチンチョーク       | UFC Fight Night: Rodriguez vs. Lemos                 | 2022年11月5日  |
| ×    | ティム・エリオット           | 5分3R終了 判定0-3              | UFC 272: Covington vs. Masvidal                      | 2022年3月5日   |
| ○    | アラン・ナシメント           | 5分3R終了 判定2-1              | UFC 267: Błachowicz vs. Teixeira                     | 2021年10月30日 |
| ○    | ブルーノ・シウバ             | 5分3R終了 判定3-0              | UFC Fight Night: Moraes vs. Sandhagen                | 2020年10月11日 |
| ○    | デニウソン・マトス           | 2R 1:18 ギロチンチョーク       | GFC 22 【GFCフライ級タイトルマッチ】                 | 2019年12月14日 |
| ○    | デニス・アラウージョ         | 2R 3:19 リアネイキドチョーク   | GFC 17 【GFCフライ級タイトルマッチ】                 | 2019年9月28日  |
| ○    | アレクサンドル・ポドレスニー | 5分3R終了 判定3-0              | GFC 11                                               | 2019年5月3日   |
| ×    | ジャルガス・ジュマグロフ     | 5分5R終了 判定0-2              | Fight Nights Global 88 【FNGフライ級タイトルマッチ】 | 2018年8月31日  |
| ○    | ワルタン・アサトリアン       | 4R 1:39 ギロチンチョーク       | Fight Nights Global 76 【FNGフライ級タイトルマッチ】 | 2017年10月8日  |
| ○    | シャイ・ハーグ               | 5分3R終了 判定3-0              | Fight Nights Global 65                               | 2017年5月19日  |
| ○    | アスー・アルマバイエフ       | 3R 4:51 TKO（パウンド）        | Fight Nights Global 58                               | 2017年1月28日  |
| ○    | シャイニーズ・カイラノフ     | 5分3R終了 判定3-0              | Fight Nights Global 54                               | 2016年11月16日 |
| ○    | アレクサンドル・ネステロス   | 1R 2:18 リアネイキッドチョーク | Pride Fighting Show The Stars of World MMA           | 2016年4月23日  |
| ○    | イワン・アンドルシュチェンコ | 5分2R終了 判定2-0              | Fight Star Battle on the Volga                       | 2015年5月30日  |
| ○    | ヌルチレク・コナショフ       | 1R 2:48 腕ひしぎ十字固め       | Liga Kavkaz Battle in Babayurt                       | 2015年2月1日   |
| ○    | マゴメドヌル・アグラロフ     | 1R 4:50 腕ひしぎ十字固め       | Liga Kavkaz Grand Umakhan Battle                     | 2013年7月7日   |

## 獲得タイトル
- 第2代Fight Nights Globalフライ級王座（2017年）
- 第2代GFCフライ級王座（2019年）